# رودوپی (روستا)
رودوپی (به بلغاری: Rodopi) یک منطقهٔ مسکونی در بلغارستان است که در شهرستان هاسکوفو واقع شده‌است.